# Cansano
Cansano är en ort och kommun i provinsen L'Aquila i regionen Abruzzo i Italien. Kommunen hade 250 invånare (2018).